# Ibrahim ibn al-Mahdi und die Schwester des Kaufmanns

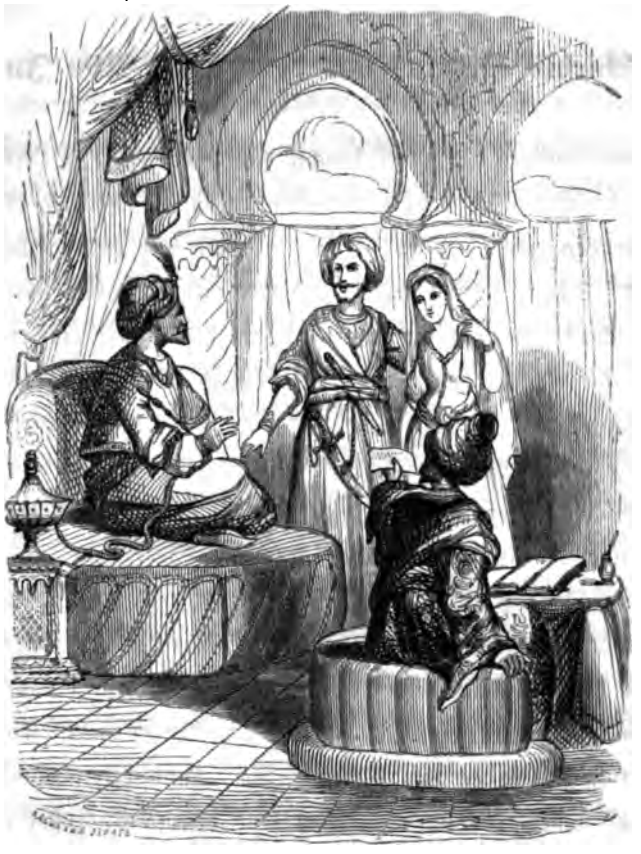
Der Gastgeber präsentiert Ibrahim ibn al-Mahdi seine Schwester (Symbolbild). Zeichnung in: Gustav Weil: Tausend und eine Nacht, 1839.

Ibrahim ibn al-Mahdi und die Schwester des Kaufmanns ist eine Erzählung aus den Geschichten aus Tausendundeiner Nacht. In der Arabian Nights Encyclopedia wird sie als ANE 94 gelistet. In der Geschichte trifft der Abbasiden-Prinz Ibrahim ibn al-Mahdi eine wunderschöne unbekannte Frau.

## Handlung
Als der Kalif al-Ma'mun seinen Onkel Ibrahim ibn al-Mahdi bittet ihm ein wunderbares Ereignis zu erzählen, schildert dieser die nachfolgende Geschichte:
Eines Tages ging Ibrahim zu seinem Vergnügen aus und kam an einem haus vorbei, wo es nach Speisen duftete. er blickte hoch zu einem Gitterfenster und erblickte hinter dem Gitter ein wunderschönes Frauenhandgelenk, das ihn verzückte. Da wollte er nur noch herausfinden, wem das Handgelenk gehörte und ersann erfolgreich eine List um, in das Haus zu kommen – der Hausherr hielt ihn für einen Begleiter zweier eingeladener Gäste. So aß er mit dem Hausherrn und dessen Gästen, später folgte ein Trinkgelage, bis eine wunderschöne Sängersklavin eintrat, die begann die Laute spielte und zu singen. Ibrahim war verzückt und beneidete sie um ihre Kunst, wobei er das Mädchen unbeabsichtigt beleidigte. Daraufhin griff er selbst zur Laute und begann so schön zu singen, dass die Sklavin sich vor ihm niederwarf und um Verzeihung bat.
Der Abend ging noch weiter, auch wenn die anderen beiden Gäste gingen. Schließlich offenbarte Ibrahim dem Hausherrn seine wahre Identität und erzählte ihm von dem wunderschönen Handgelenk. Der Hausherr ließ alle seine Sklavinnen herbeirufen, doch keine von ihnen hatte das entsprechende Handgelenk, und außer seiner Schwester und seiner Mutter gäbe es keine weiteren Frauen mehr im Haus. Da bat Ibrahim die Schwester des Mannes sehen zu dürfen und es war tatsächlich die Frau mit dem schönen Handgelenk. Ibrahim bat sie zur Frau nehmen zu dürfen und dies geschah.

## Hintergrund
Das Märchen findet sich in den ägyptischen Handschriften und in den frühen Druckausgaben von Tausendundeine Nacht. Auf die Kalkutta-II-Edition griffen Richard Francis Burton und Enno Littmann für ihre Übersetzungen zurück.
Nach Ansicht der Autoren der Arabian Nights Encyclopedia handelt es sich wahrscheinlich um eine spätere Version des Märchens Ishaq al-Mausili, die Sklavin und der Kaufmann (ANE 142). Die vorliegende Version wird in Ibn 'Abd Rahbihs (gest. 940) al-'Iqd al-farid, al-Mas'udis (gest. 956) Murudsch al-dhahab und anderen Werken der erzählenden und historischen Literatur zitiert.

## Ausgaben
- Richard Francis Burton: Arabian Nights, Burton Club, 1900 (Erstausgabe 1885–1888), Band 4, S. 288f.
- Enno Littmann: Die Erzählungen aus den tausendundein Nächten, Insel Verlag, Frankfurt 1968 (Erstausgabe 1922–1928), Band 3, S. 321–326.